# Filip Řeha
Filip Řeha (Jeseník, 12 marzo 2001) è un ciclista su strada ceco che corre per il team ATT Investments. È attivo in formazioni UCI dal 2020.

## Palmarès
- 2023 (Elkov-Kasper, due vittorie)

Prologo Gemenc Grand Prix (Szerkszárd, cronometro)
Classifica generale Gemenc Grand Prix

### Altri successi
- 2023 (Elkov-Kasper)

Trofeo Cinelli
Classifica giovani Gemenc Grand Prix
- 2024 (ATT Investments)

ŠKODA CUP - Velká Bíteš-Brno-Velká Bíteš

## Piazzamenti

### Competizioni mondiali
- Campionati del mondo

Glasgow 2023 - Cronometro Under-23: 41º

### Competizioni continentali
- Campionati europei

Alkmaar 2019 - In linea Junior: ritirato
Anadia 2022 - In linea Under-23: 28º